# Bulbophyllum collinum
Bulbophyllum collinum là một loài phong lan thuộc chi Bulbophyllum.